# Зиарат (езидский храм)
Зиарат (арм. Զիարատ , также называемый Слтан Эзид, — езидский храм в с. Акналич Армавирской области Армении, открыт 29 сентября 2019 года. Является первым езидским храмом, построенным за пределами родины езидов — севера Ирака. Осенью 2019 года по соседству был открыт более крупный езидский храм.
Храм построен на средства бизнесмена Мирзы Чолоевича Слояна. Идея постройки храма возникла у Слояна после посещения в 2011 году единственного храма езидов Лалеш.
Архитектура храма имеет традиционную конструкцию состоящую из конусообразного купола из камня облицованного мрамором. Площадь составляет 40 квадратных метров общей вместимостью в 30 прихожан. Недалеко от храма построена трапезная на 2 тысячи человек, а в перспективе планируется возведение служебных зданий и помещений для паломников.
Духовные лидеры езидов Мир Тахсин-бег и Ахтийаре Марге присвоили храму имя Слтан Эзид. В ходе посещения делегацией езидских священнослужителей в благодарность Мир Тахсин-бегом была преподнесена католикосу армянская рукопись XVIII века Австаран.